# 10 jaar jonger in 10 dagen
10 jaar jonger in 10 dagen was een televisieprogramma dat in het voorjaar van 2011 werd uitgezonden op RTL 4. In het programma probeerden deelnemers in tien dagen tijd door middel van onder andere praatsessies, fitness en een behandeling er tien jaar jonger uit te zien.

## Presentatie
Het programma werd gepresenteerd door Froukje de Both, zij werd gesteund door coaches Kas Stuyf en Esther van Maanen. Het trio werd gesteund door een team van specialisten zoals kappers en schoonheidsspecialisten. De deelnemende koppels werden gedurende tien dagen van elkaar gescheiden, om individueel te werken aan verbetering(en).

## Inhoud programma
Voorafgaand aan de tien dagen werd aan passanten op straat gevraagd de leeftijd van de deelnemers te schatten. Met behulp van de schattingen maakte het team van experts een gepast schema dat de kandidaten in tien dagen ondergingen. Tot slot werd wederom aan willekeurige personen gevraagd de leeftijd van de deelnemers in te schatten.
Het programma bezocht de deelnemers een maand later nog eens, om te zien of de kandidaten hun dagelijkse leven na het programma hebben aangepast en hoe zij zich daarbij voelden.